# Dendrobium andreemillariae
Dendrobium andreemillariae är en orkidéart som beskrevs av Thomas M. Reeve. Dendrobium andreemillariae ingår i släktet Dendrobium, och familjen orkidéer.
Artens utbredningsområde är Papua Nya Guinea. Inga underarter finns listade i Catalogue of Life.